# Патриотовка
Патриотовка (укр. Патріотівка) — село,
Ворожбянский сельский совет,
Лебединский район,
Сумская область,
Украина.
Код КОАТУУ — 5922982408. Население по переписи 2001 года составляло 242 человека .

## Географическое положение
Село Патриотовка находится на левом берегу реки Псёл,
выше по течению на расстоянии в 8 км расположено село Низы (Сумской район),
ниже по течению на расстоянии в 6 км расположено село Староново,
на противоположном берегу — село Ворожба.
Река в этом месте извилистая, образует лиманы, старицы и заболоченные озёра.
К селу примыкает большой лесной массив (сосна, дуб).

## Экономика
- ЗАО «Первый Сумской конный племенной завод».
- ООО «Квант».